# Pierre et le Loup (film, 1946)
Pour les articles homonymes, voir Pierre et le Loup (homonymie).
Pour plus de détails, voir Fiche technique et Distribution.
Pierre et le Loup (Peter and the Wolf) est un court-métrage d'animation américain réalisé par Walt Disney Productions, sorti initialement le 20 avril 1946, comme une séquence du film La Boîte à musique, puis seul le 14 septembre 1955. L'histoire est basée sur le conte musical russe Pierre et le Loup (1936) de Sergueï Prokofiev.

## Synopsis
Pierre, un jeune garçon, vit dans la campagne russe avec son grand-père. Un jour, il laisse la porte du jardin ouverte : un canard profite de l'occasion pour venir nager sur un étang tout proche. Il se querelle avec un oiseau. À ce moment, un chat s'approche ; l'oiseau, alerté par Pierre, s'envole pour se réfugier dans un arbre. Le grand-père de Pierre ramène le garçon à la maison en bougonnant et referme la porte, car le loup pourrait surgir : de fait le voici bientôt qui sort de la forêt. Le chat monte se réfugier dans l'arbre pendant que le canard, qui, tout excité, était sorti de l'étang, se fait avaler par le loup. Pierre prend une corde et, en escaladant le mur du jardin, grimpe dans l'arbre. Il demande à l'oiseau d'aller voltiger autour de la tête du loup pour détourner son attention. Pendant ce temps, il forme un nœud coulant avec lequel il parvient à attraper le loup par la queue. Les chasseurs sortent de la forêt et veulent tirer sur le loup. Mais Pierre les arrête. Tous ensemble entament une marche triomphale pour emmener le loup au zoo.

## Fiche technique
- Titre original : Peter and the Wolf
- Autres titres[2] :
  -  Argentine : Pedro y el lobo
  -  France : Pierre et le Loup
  -  Suède : Peter och vargen
- Réalisateur : Clyde Geronimi
- Scénario : Dick Huemer, Eric Gurney
- Voix : Sterling Holloway (narrateur)
- Animateur : Ollie Johnston, Ward Kimball, Eric Larson, John Lounsbery, George Rowley
- Layout : Hugh Hennesy, Charles Philippi
- Background : Claude Coats
- Producteur : Walt Disney
- Production : Walt Disney Pictures
- Distributeur : Buena Vista Pictures
- Dates de sortie :
  - États-Unis : Dans La Boîte à musique : 20 avril 1946
  - États-Unis : Seul : 14 septembre 1955[2],[3]
  - Japon [2]: 15 janvier 1958
- Format d'image : Couleur (Technicolor)
- Son : Mono
- Durée : 16 min
- Musique[2] :
  - Extrait de Pierre et le loup (1936) de Sergueï Prokofiev
  - Chef d'orchestre : Kurt Graunke
  - Musique originale : Edward H. Plumb
- Langue : (en)
- Pays de production:  États-Unis

## Voix françaises

### 1erdoublage (1949)
- Camille Guérini : le narrateur

### 2edoublage (1962)
- Claude Darget : le narrateur

### 3edoublage (1967)
- Pierre Tchernia : le narrateur

### 4edoublage (1992)
- Bernard Woringer [4] : le narrateur [5]

### 5edoublage (2000)
- Bernard Alane : le narrateur

## Commentaires
D'après Leonard Maltin ce film était prévu comme une séquence supplémentaire pour le projet Fantasia lors d'une ressortie, du moins dans le projet de compilation évolutive.. L'accord entre le compositeur et le studio avait été signé dès février 1941.
Les studios Disney ajoutent de nombreux éléments au conte de Prokofiev, dont les noms et les caractères de trois animaux, : Sonia la cane, Sacha l'oiseau et Ivan le chat.
L'équipe de Disney a profondément réécrit l'histoire de Prokofiev et s'approche plus des commentaires des documentaires animaliers True-Life Adventures qui partagent le même narrateur Sterling Holloway. Selon Dick Huemer l'ordre d'apparition visuelle des personnages aurait été modifié. Ainsi le loup n'apparaît pas quand le narrateur le dit mais plus tard. Le personnage du grand-père possède un visage proche de Dormeur de Blanche-Neige et les Sept Nains (1937). Le méchant loup est une version beaucoup plus effrayante que le Grand méchant Loup dans Les Trois Petits Cochons (1933).
Un documentaire sur le film a été présenté dans une émission de télévision en 1957, pour le troisième anniversaire de Disneyland. On peut y voir un acteur jouant Prokofiev et interprétant sa composition sur un piano droit du studio. Il a été diffusé puis le 8 novembre 1964 dans Walt Disney's Wonderful World of Color sur NBC.